# エド・サリヴァン・シアター
エド・サリヴァン・シアター（Ed Sullivan Theater）はニューヨーク市マンハッタン区西53-54丁目に位置する劇場。現在は『ザ・レイト・ショー・ウィズ・スティーヴン・コルベア』で使用されている。

## 概要
設計者はハーバート・J・クラップが担当。1925年に開場。1930年代にはナイトクラブとしても使用されていた。1936年からはCBSが賃貸契約を結び、CBSテレビスタジオ50となる。エド・サリヴァン司会の『エド・サリヴァン・ショー』の収録会場の他、『ピラミッド』、『マーヴ・グリフィン・ショー』、『ミュージカル・コーラス』、『レイト・ショー・ウィズ・デイヴィッド・レターマン』、『サバイバーシーズン最終回』などCBS番組の公開スタジオとして使用されている。
1967年にエド・サリヴァンの功績をたたえ、現在の名称となった。